# NK Istra
|  | No s'ha de confondre amb NK Istra 1961. |

El Nogometni Klub Istra o NK Istra és un club de futbol croat de la ciutat de Pula.

## Història
El club va ser fundat el 1961 per la fusió de NK Pula i NK Uljanik. El 1966 es va desfer la fusió, renaixent el NK Uljanik, actual Istra 1961, mentre el NK Istra continuà la seva trajectòria. El club va jugar a primera divisió croata entre 1991-1997 i 1999-2000.

## Palmarès
- Tercera divisió croata de futbol: 
  - 2004-05